# 西原町 (名古屋市)
西原町（にしはらちょう）は、愛知県名古屋市西区の地名。丁番を持たない単独町名である。住居表示未実施。

## 地理
名古屋市西区北西部に位置する。東は平中町、西は浮野町、南は上橋町、北は城西町に接する。

## 歴史

### 町名の由来
字西原に由来する。

### 沿革
- 1972年（昭和47年）11月21日 - 西区山田町大字平田の一部により、同区西原町として成立[1]。

## 世帯数と人口
2019年（平成31年）2月1日現在の世帯数と人口は以下の通りである。
| 町丁   | 世帯数  | 人口  |
| ------ | ------- | ----- |
| 西原町 | 207世帯 | 416人 |

## 学区
市立小・中学校に通う場合、学校等は以下の通りとなる。また、公立高等学校に通う場合の学区は以下の通りとなる。
| 番・番地等 | 小学校               | 中学校               | 高等学校 |
| ---------- | -------------------- | -------------------- | -------- |
| 全域       | 名古屋市立平田小学校 | 名古屋市立平田中学校 | 尾張学区 |

## 施設
- 名古屋市立平田小学校[7]
- 平田幼稚園[7]
- 西原公園[7]
  - 平田コミュニティセンター
- 詩織保育園
- 貝沼建設西支店
- 岡田建設名古屋支店

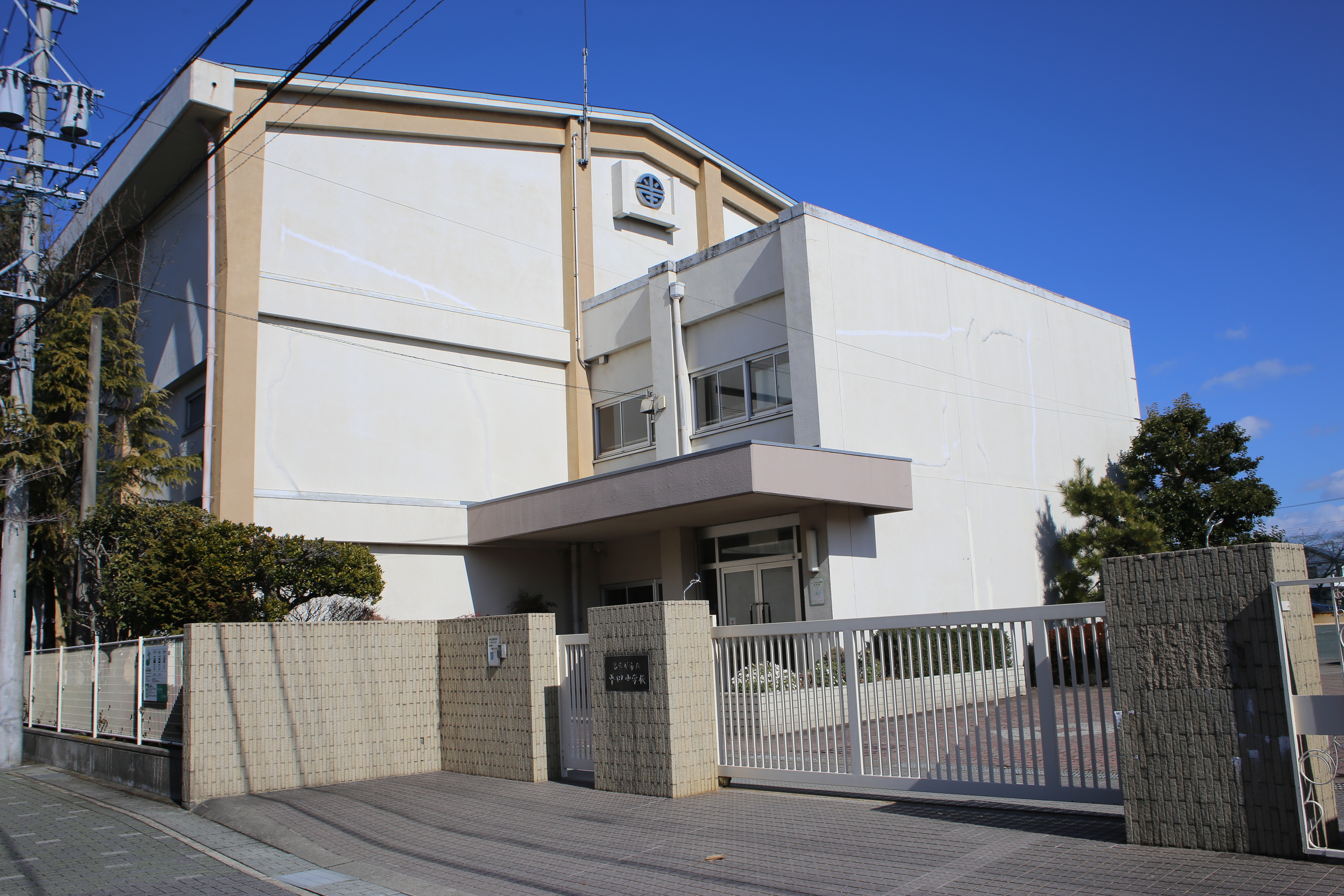
名古屋市立平田小学校
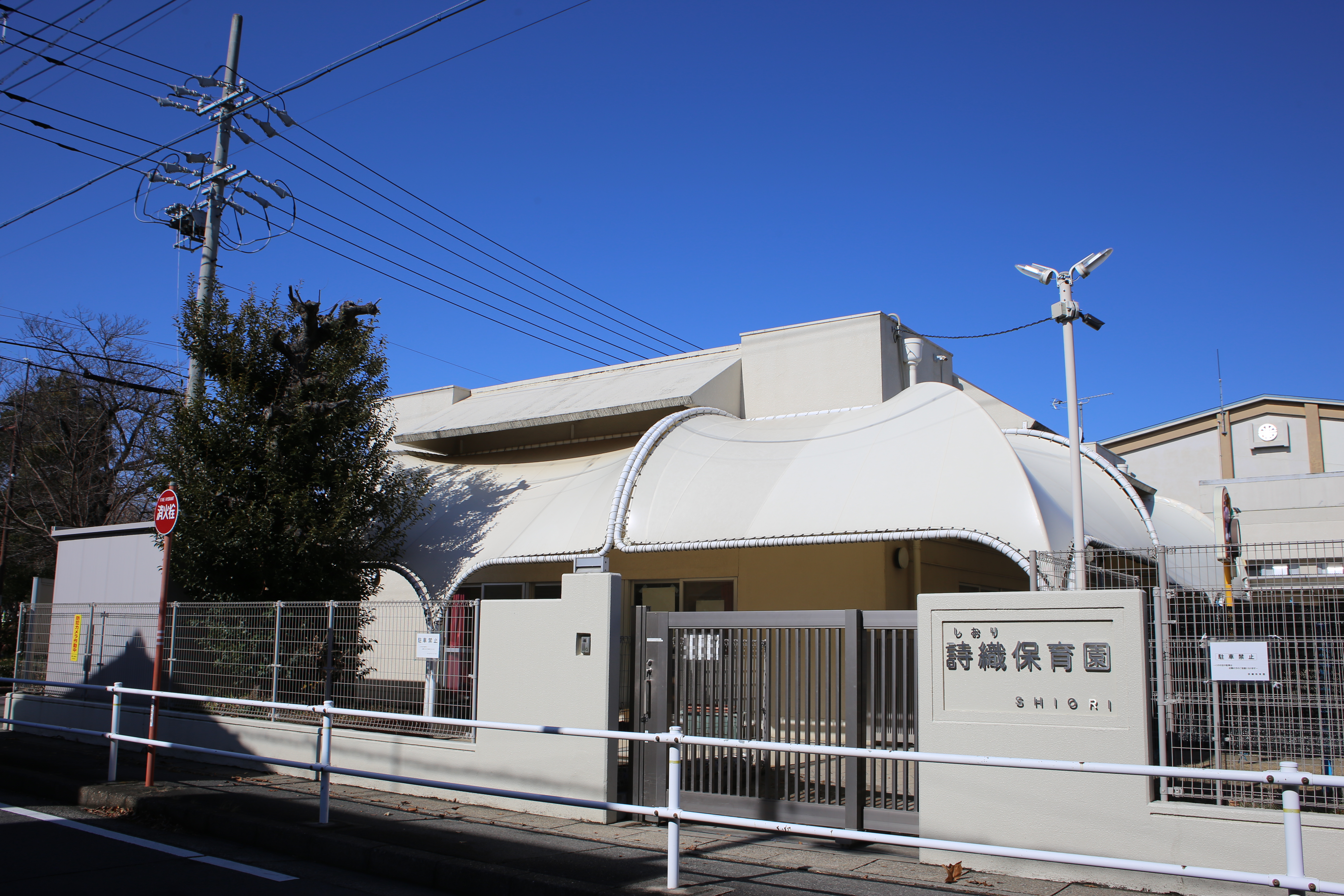
詩織保育園
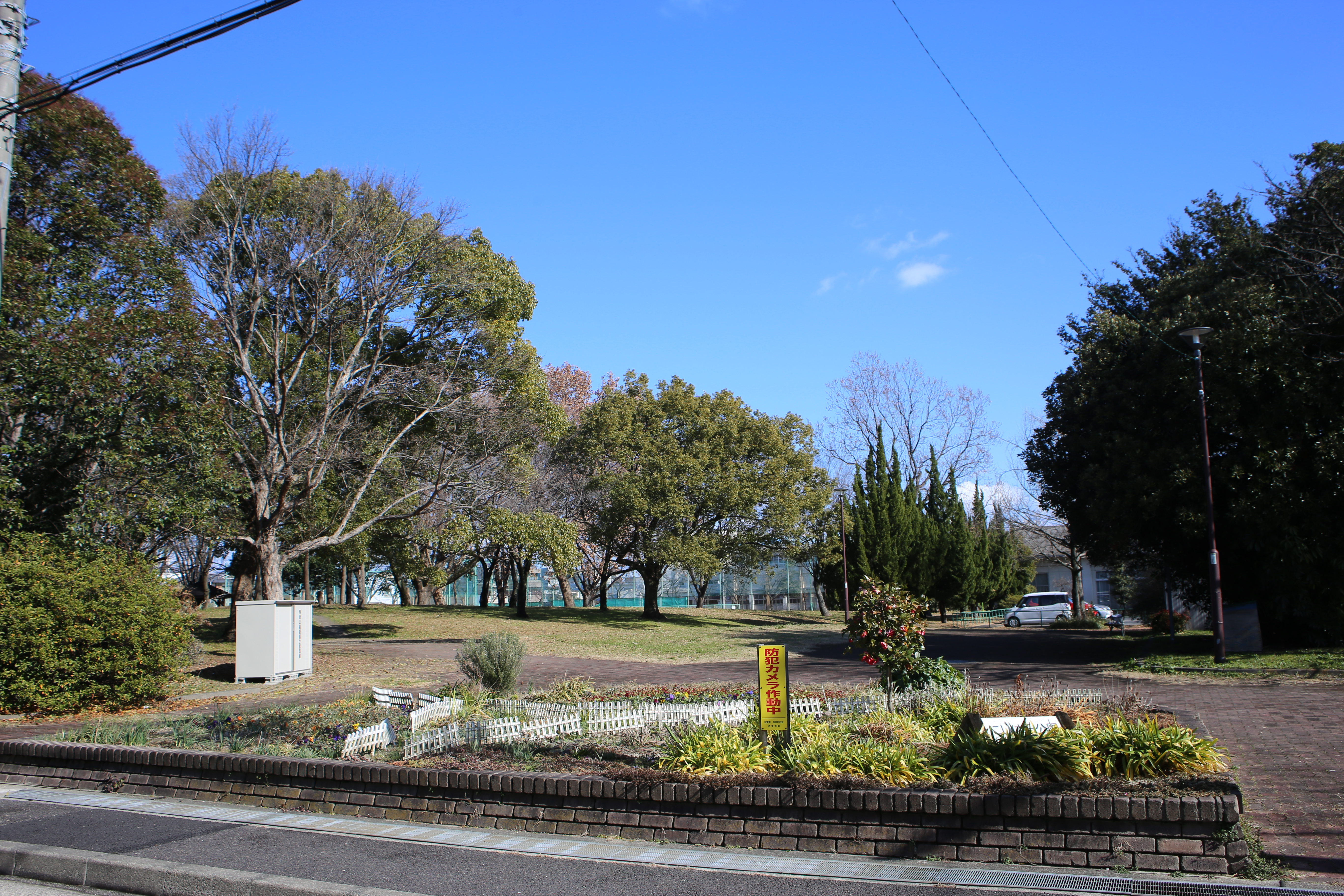
西原公園
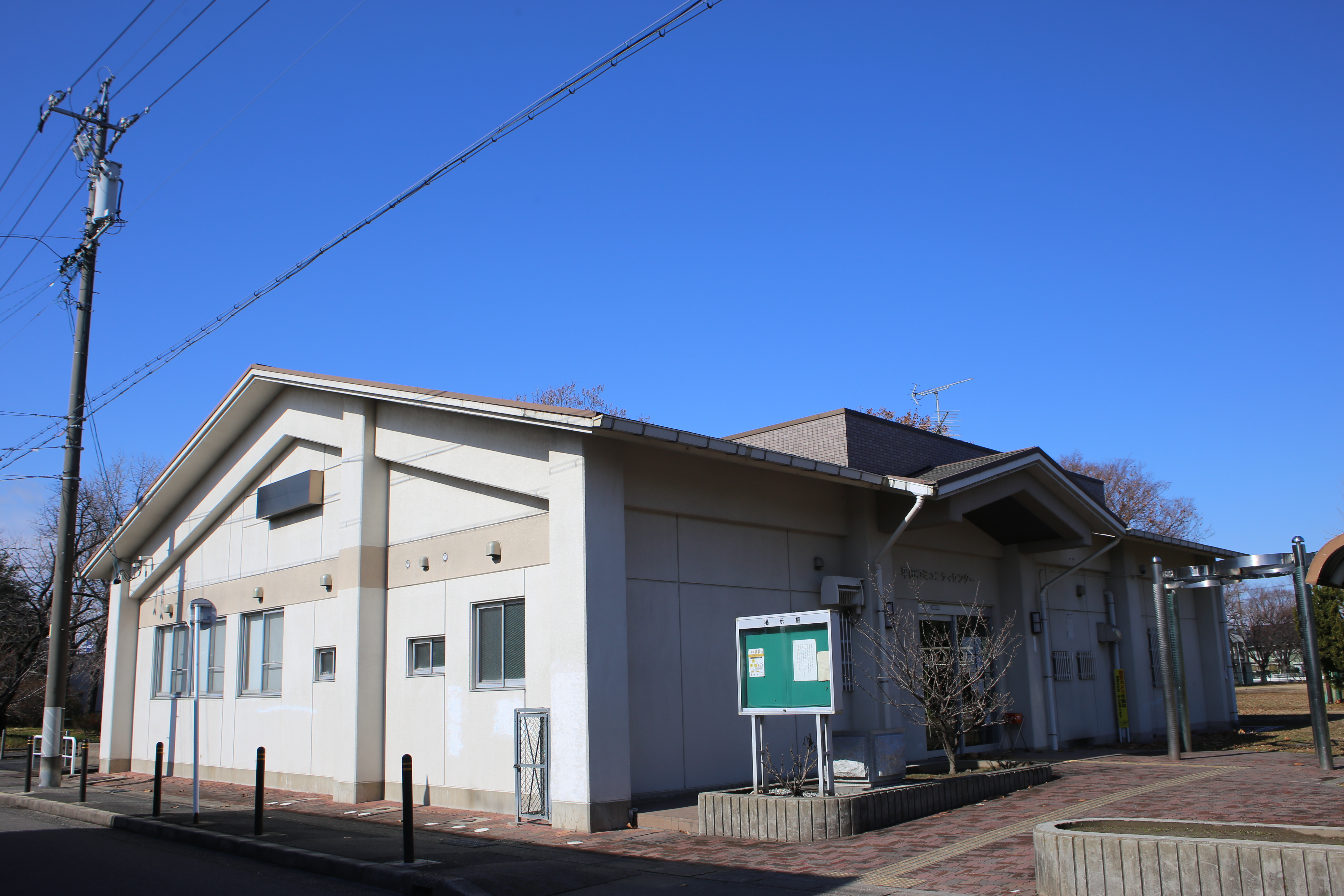
平田コミュニティセンター

## その他

### 日本郵便
- 郵便番号 : 452-0848[4]（集配局：名古屋西郵便局[11]）。